# الرواية التاريخية

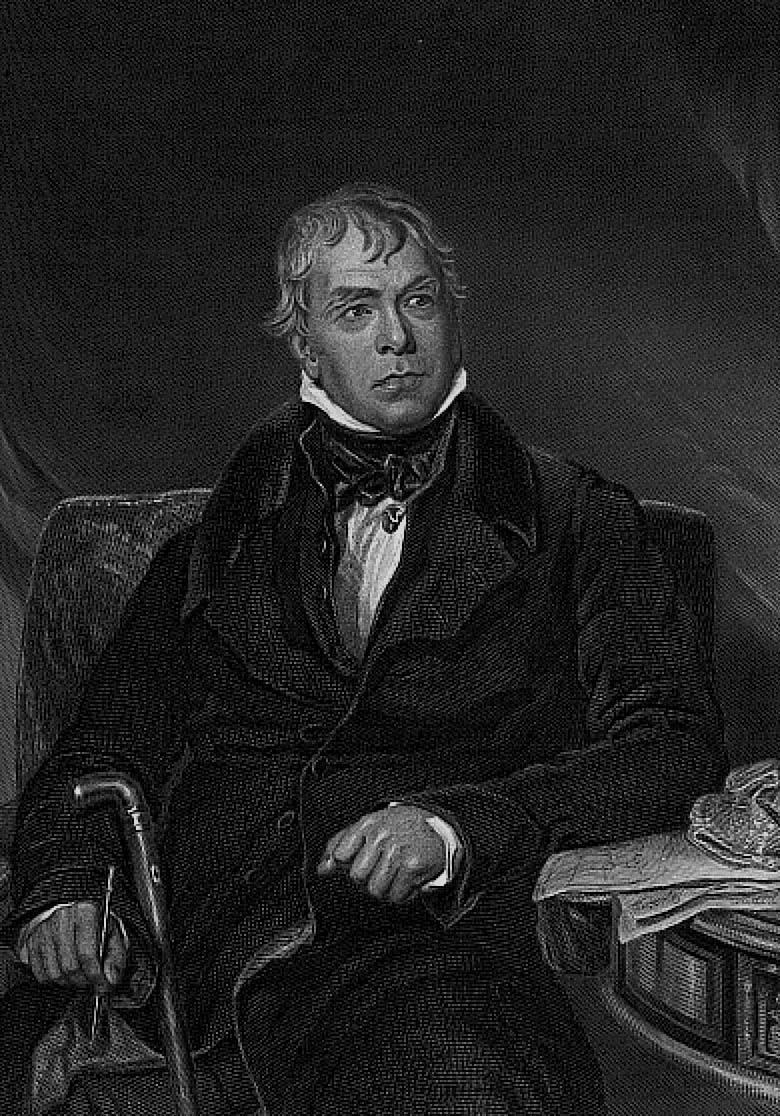

الرواية التاريخية، ضرب من الرواية يمتزج فيه التاريخ بالخيال، تهدف الرواية التاريخية إلى تصوير عهد من العهود أو حدث من الأحداث الضخام بأسلوب روائي سائغ مبني على معطيات التاريخ، ولكن من غير تقيد بها أو التزام لها في كثير من الأحيان، والواقع أن الروايات التاريخية ـ باستثناء قلة منها قليلة، من مثل رواية ( الحرب والسلم ) لتولستوي ـ لا ترقى من وجهة النظر الفنية إلى مستوى الروائع التي أبدعها روائيو العالم العظام، وعلى أية حال، فمنذ صدور أولى الروايات التاريخية، وهي رواية ( وايفرلي ) لوالتر سكوت Walter Scott، عام 1814، والرواية التاريخية تنعم بشعبية واسعة، ومن أبرز ممثلي هذا الضرب من الرواية، بالإضافة إلى والتر سكوت( في الإنجليزية ) وتولستوي( في الروسية ) ، ألكسندر دوما الأب ( في الفرنسية ) وجرجي زيدان ( في العربية).

## التعريف بالرواية التاريخية
الرواية التاريخية تعني بعبارة موجزة نقل الأخبار والأحداث والوقائع التاريخية والإخبار عنها بصور النقل المختلفة، مثل النقل الشفهي، ونقل الوثائق، ونقل الكتب والمؤلفات، وقد كانت في بدايات نشأتها نقلاً شفوياً يعتمد على الحفظ والذاكرة، ثم بعد إنتشار التدوين أُضيف إلى النقل الشفوي رواية الوثائق والرسائل المدونة، ثم رواية الكتب والمؤلفات وإسنادها إلى مؤلفيها بعد تحمّل روايتها بطرق تحمل العلم والمعرفة، مثل السماع من لفظ الشيخ، والعرض، والإجازة، والمكاتبة، ومع إنتشار التأليف ووفرة الورق والوراقين دخل ميدان العلم وروايته من ليس أهله، ولذلك كانت الحاجة ماسة في النظر في تلك الأحاديث والأخبار لنقدها وتمييز الصحيح منها.